# Black Star Square

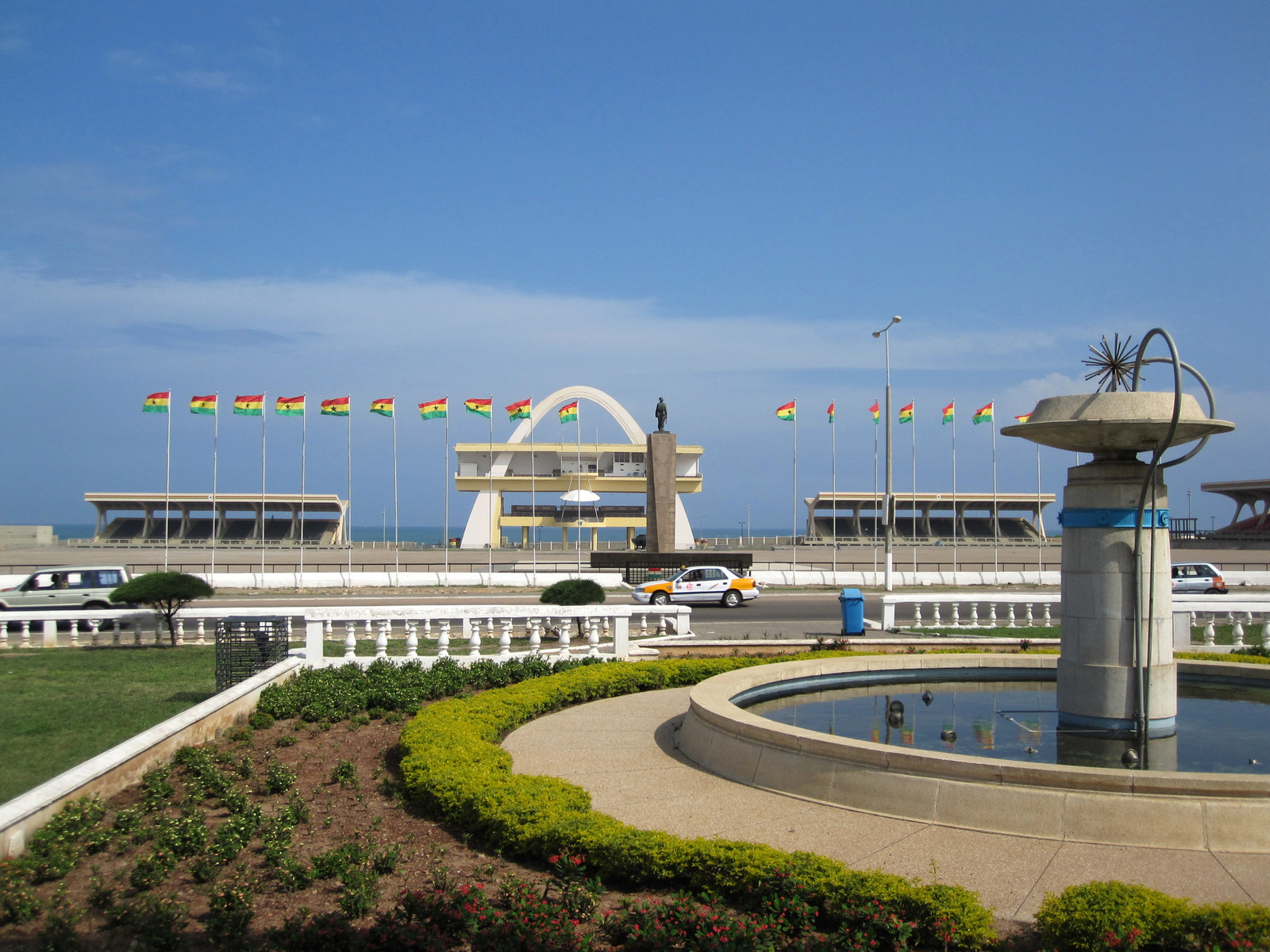
Black Star Square

Black Star Square (auch: Independence Square) ist ein Platz in Accra, Ghana beim Accra Sports Stadium.

## Geschichte
Kwame Nkrumah gab den Auftrag zur Gestaltung des Platzes zu Ehren des Besuchs von Königin Elisabeth II. Die Bauarbeiten dauerten bis 1961 an.

## Bedeutung
Der Black Star Square ist Veranstaltungsort für Ghanas Parade zum Unabhängigkeitstag, am 6. März jeden Jahres. Außerdem werden dort alle wichtigen nationalen öffentlichen Versammlungen und nationale Festivals ausgetragen.

## Sehenswürdigkeiten
Am Rand des Platzes sind Tribünen aufgebaut, die Platz für 30.000 Personen bieten. Zwei besondere Monumente bestimmen den Anblick des Platzes: der Independence-Arch und das Black Star Monument (Black Star Gate). Eine Statue eines Soldaten, der dem Independence-Arch gegenübersteht, symbolisiert die Ghanaer, die ihr Leben im Kampf um die Unabhängigkeit Ghanas verloren haben.